# Mawson Peak
Mawson Peak is een 2745 meter hoge berg op Heard, een Australisch eiland in de Zuidelijke Oceaan. Het is de hoogste top van Australië. De actieve vulkaan Mawson Peak is de top van het Big Ben massief. De top is door de 1948 ANARE Heard Island Expedition genoemd naar Douglas Mawson die in 1929-31 leider was van BANZARE, de expeditie die het eiland bezocht in november/december 1929.

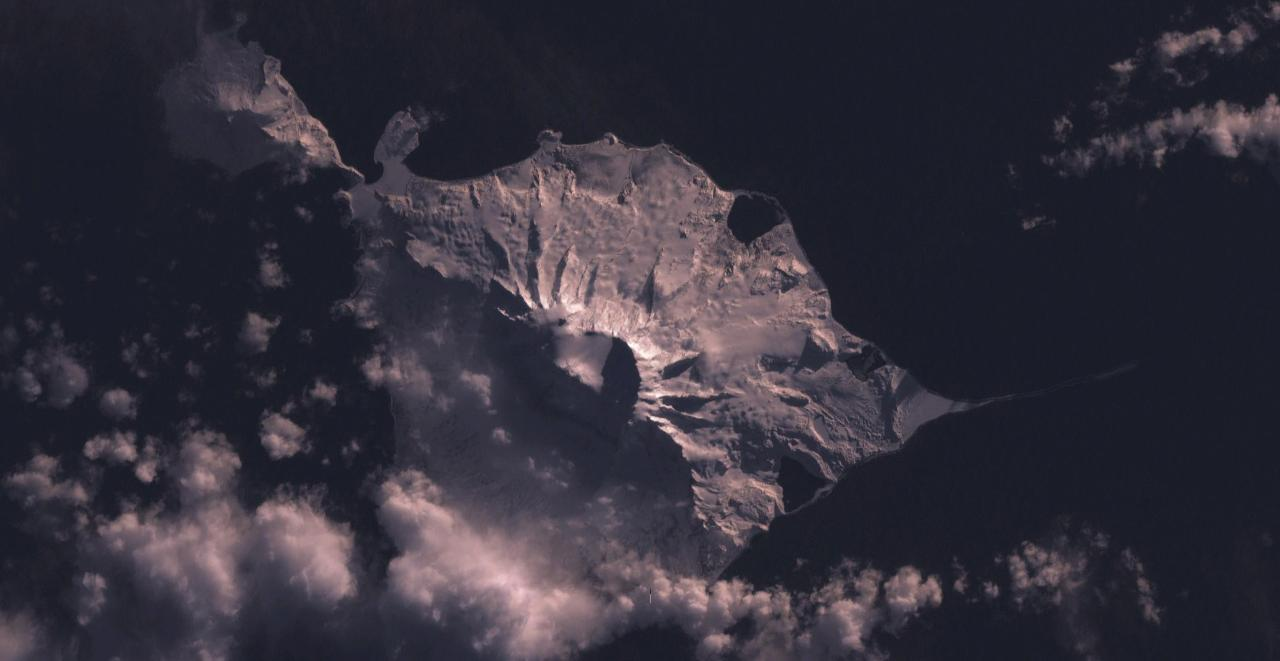
Heardeiland